# こにぎりくん
『こにぎりくん』は、NHK教育テレビジョンのプチプチ・アニメの枠で放送されている、1話5分の日本のストップモーション・アニメーション。

## 登場人物
こにぎりくん
主人公のおにぎりの男の子。ごま塩がついた頭がトレードマーク。特技は「前転して海苔を着る事」。
ブロロックとマーケットが並ぶ、キッチン隅のフードケースの家に住んでいる。この家は屋根にニワトリの夫婦が住んでいて、毎朝大きな声で時を告げている。中のこにぎりくんの部屋は大きな窓があり明るく、住み心地は良さそうだが、少し散らかっている。ベッドはパン、掛け布団は目玉焼きで出来ている。
ブロロック
こにぎりくんのペットのブロッコリー。しっかり者で、こにぎりくんを色々助けている。
ケロッケ
こにぎりくんの友達のコロッケ。いつも彼と遊んでいる。

## スタッフ
- 監督 - 宮澤真理
- 作曲・サウンドデザイン - OYATSU NO JIKAN
- コンポジット - 森下祐介（1,3話）、中西亮介（2,4,5話）
- 編集 - 木村悦子
- 撮影用待機 - 川村徹雄
- 照明 - 内堀定通

## 各話リスト
| 話数 | サブタイトル | 初回放送日     |
| ---- | ------------ | -------------- |
| 1    | こにぎりくん | 2015年2月20日  |
| 2    | おかいもの   | 2015年11月18日 |
| 3    | うんどうかい | 2016年8月17日  |
| 4    | オルゴール   | 2017年8月11日  |
| 5    | ちょうちょ   | 2018年9月24日  |
| 6    | ボート       | 2019年9月26日  |
| 7    | えんそうかい | 2020年10月28日 |
| 8    | パラソル     | 2021年9月22日  |